# Wassersaal Bochum-Stiepel
Der Wassersaal Stiepel ist ein ehemaliger Hochbehälter im Stadtteil Stiepel von Bochum. Er wurde 1896 errichtet und versorgte große Teile Bochums. Das Wasser wurde über einen Höhenunterschied von 80 m vom Wasserwerk Stiepel hochgepumpt. 2008 stillgelegt, wurde ein Teil des Saals für kulturelle Zwecke erhalten. Der Rest wurde von 2008 bis 2010 durch einen 12.000 m³ großen neuen Behälter ersetzt.